# Que me quiten lo bailao
«Que me quiten lo bailao» (укр. «Вони можуть забрати від мене те, що я станцювала») — пісня, з якою іспанська співачка Люсія Перес представила Іспанію на пісенному конкурсі Євробачення 2011. Композиція набрала 50 балів, і зайняла 23 місце . Реліз пісні відбувся 25 березня 2011 року.